# Turpinia
Turpinia, biljni rod iz porodice Klokočevki (Staphyleaceae). Postoji 11 priznatih vrsta u tropskoj Aziji i Americi

## Vrste
1. Turpinia brachypetala (Schltr.) B.L.Linden
2. Turpinia doanii T.Ð.Ðai & Yakovlev
3. Turpinia hatuyenensis T.Ð.Ðai & Yakovlev
4. Turpinia malabarica Gamble
5. Turpinia montana (Blume) Kurz
6. Turpinia occidentalis (Sw.) G.Don
7. Turpinia parvifoliola L.O.Williams
8. Turpinia paucijuga Lundell
9. Turpinia pentandra (Schltr.) B.L.Linden
10. Turpinia picardae Urb.
11. Turpinia simplicifolia Merr.